# Matt Roy
Matt Roy (Detroit, Míchigan, 1 de marzo de 1995) es un jugador profesional estadounidense de hockey sobre hielo que se desempeña en la posición de defensor derecho en Los Angeles Kings, equipo de la National Hockey League (NHL).

## Carrera
Fue seleccionado en la séptima ronda en la NHL Entry Draft de 2015. En 2018 hizo su debut profesional con el equipo Los Angeles Kings, donde lleva jugando seis temporadas.